# Střížov (Brtnice)
Střížov (německy Strieschow) je vesnice, část města Brtnice v okrese Jihlava. Nachází se asi 4,5 km na severovýchod od Brtnice. V roce 2009 zde bylo evidováno 120 adres. V roce 2001 zde trvale žilo 304 obyvatel.
Střížov je také název katastrálního území o rozloze 6,18 km2.

## Název
Název se vyvíjel od varianty Srzyezaw (1359), Strisaw (1365), Strizaw (1372), Strisiw (1381), Strzyesow (1387), Strzezow (1390), Strzisaw (1391), Strzizow (1528, 1576), Strižow (1678), Stržiziow (1718), Stržislau (1720), Strzow (1751), Stržižow a Stržischau (1798), Střischau (1846), Stržischau a Střížow (1850), Strzischau a Střížov (1872) až k podobě Střížov v letech 1881 a 1924. Místní jméno vzniklo přidáním přivlastňovací přípony -ov k osobnímu jménu Střěz.

## Historie
V letech 1869–1949 byl součástí Střížova Přímělkov. V letech 1961–1988 spolu s Přímělkovem tvořily samostatnou obec zvanou Střížov-Přímělkov. 1. ledna 1989 se stal místní částí Brtnice.

## Přírodní poměry
Střížov leží v okrese Jihlava v Kraji Vysočina. Nachází se 2 km západně od Přímělkova, 7 km severně od Brtnice a 4,5 km východně od Puklic. Geomorfologicky je oblast součástí Česko-moravské subprovincie, konkrétně Křižanovské vrchoviny a jejího podcelku Brtnická vrchovina, v jehož rámci spadá pod geomorfologický okrsek Puklická pahorkatina. Nadmořská výška kolísá mezi 563 až 525 metry. Nejvyšší bod, Na zbytcích (574 m n. m.), leží na západní hranici katastru. V severovýchodní části stojí Borový vrch (Brtnická vrchovina) (572 m) a V lísků (544 m). Jižní hranici katastru tvoří řeka Brtnice, nedaleko Střížova pramení Přímělkovský potok. Část území přírodní rezervace Údolí Brtnice zasahuje i do katastru Střížova.
V roce 2020 bylo oznámeno, že ministerstvo zemědělství ČR plánuje stavbu několika nových přehradních nádrží, kdy jedna z nich by mohl být postavena nedaleko Střížova v údolí řeky Brtnice. Její rozloha by měla být 56,5 hektaru.

## Obyvatelstvo
Podle sčítání 1930 zde žilo v 76 domech 363 obyvatel. 361 obyvatel se hlásilo k československé národnosti. Žilo zde 279 římských katolíků a 82 evangelíků.
| Rok            | 1869 | 1880 | 1890 | 1900 | 1910 | 1921 | 1930 | 1950 | 1961 | 1970 | 1980 | 1991 | 2001 | 2011 |
| -------------- | ---- | ---- | ---- | ---- | ---- | ---- | ---- | ---- | ---- | ---- | ---- | ---- | ---- | ---- |
| Počet obyvatel | 326  | 351  | 340  | 307  | 351  | 331  | 363  | 356  | 372  | 338  | 327  | 311  | 304  | 322  |

## Hospodářství a doprava
V obci sídlí firma SOLAR NET s.r.o, autoopravna a kovář. Obcí prochází silnice III. třídy č. 4045 z Přímělkova do Puklic. Dopravní obslužnost zajišťuje dopravce ICOM transport. Autobusy jezdí ve směrech Jihlava, Brtnice, Dolní Smrčné, Přímělkov, Luka nad Jihlavou, Bítovčice, Puklice, Kamenice, Řehořov, Měřín a Velké Meziříčí. Obcí prochází cyklistická trasa č. 162 ze Svatoslavi do Panské Lhoty a jižně od vsi prochází modře značená turistická trasa.

## Školství, kultura a sport
Ve Střížově se nachází jedna třída mateřské školy v Brtnici, kterou ve školním roce 2013/2014 navštěvovalo 20 dětí. Pobočku tu má Městská knihovna v Brtnici. Působí zde Sbor dobrovolných hasičů Střížov.

## Pamětihodnosti
Katolický kostel sv. Jana Křtitele ve Střížově je považován za tzv. přechodní stavbu z rozhraní románského a gotického slohu se sakristií s apsidkou (původně asi ve funkci karneru - pohřební kaple), plochostropou lodí, věží v západním průčelí a mladším polygonálním presbyteriem z doby po roce 1360. V okolí ojedinělá je evangelická modlitebna. Českobratrská církev evangelická ji postavila v roce 1925 na bývalé panské zahradě domu čp.2. Na svátek Mistra Jana Husa byl položen základní kámen a koncem října byla dostavěna. V obci se totiž udržela početná komunita českobratrského vyznání.
Nedaleko obce se nachází zřícenina hradu Rokštejna z 80. let 13. století.

## Odkazy

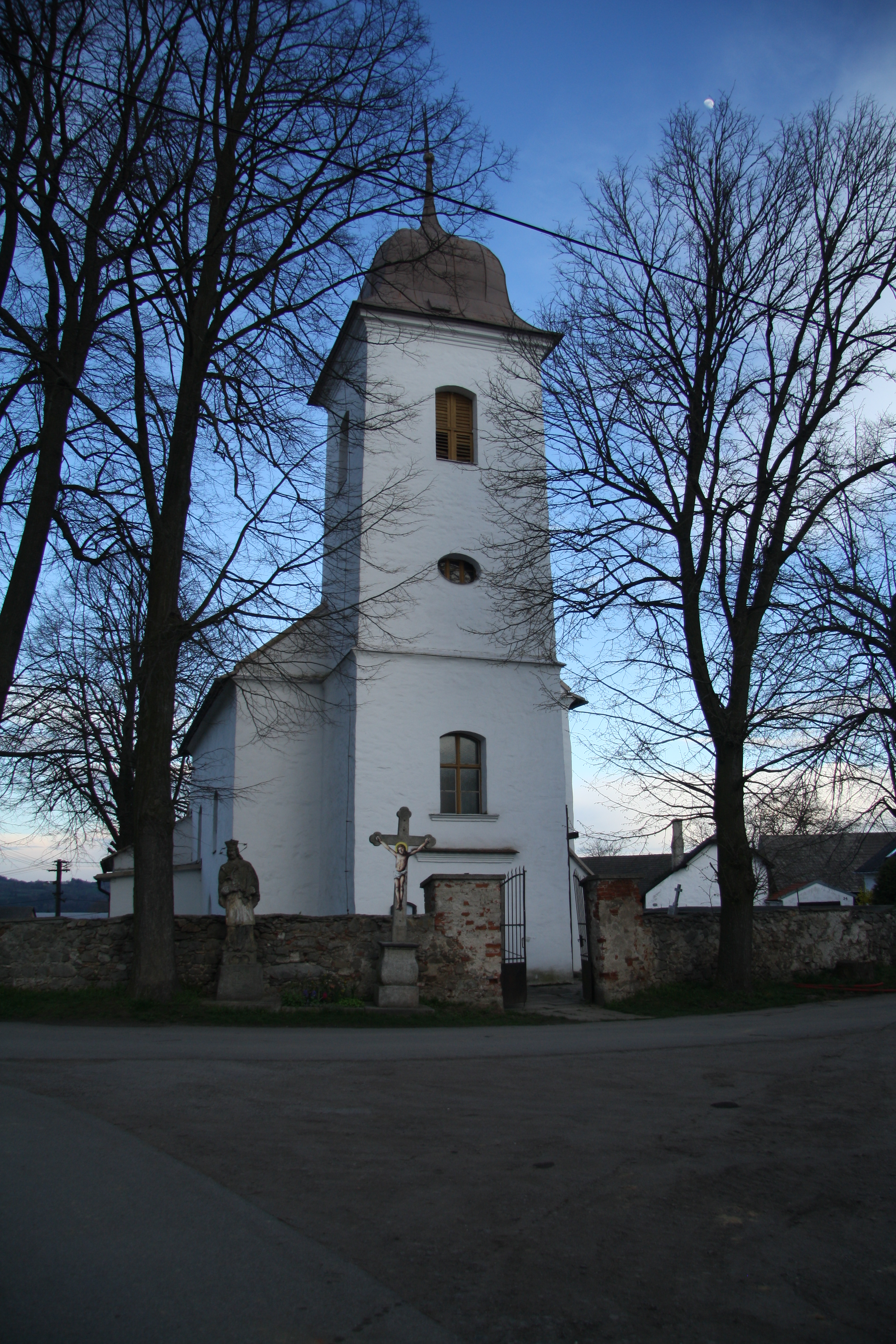
Pohled na kostel sv. Jana Křtitele